# Comuna Bogdan Vodă, Maramureș
Bogdan Vodă (în maghiară: Izakonyha, în germană: Konyhau) este o comună în județul Maramureș, Transilvania, România, formată din satele Bocicoel și Bogdan Vodă (reședința).

## Demografie
Componența etnică a comunei Bogdan Vodă
     Români (93,39%)
     Alte etnii (6,61%)
Componența confesională a comunei Bogdan Vodă
     Ortodocși (88,24%)
     Adventiști (2,52%)
     Greco-catolici (1,95%)
     Alte religii (0,65%)
     Necunoscută (6,64%)
Conform recensământului efectuat în 2021, populația comunei Bogdan Vodă se ridică la 2.619 locuitori, în scădere față de recensământul anterior din 2011, când fuseseră înregistrați 3.208 locuitori. Majoritatea locuitorilor sunt români (93,39%). Din punct de vedere confesional, majoritatea locuitorilor sunt ortodocși (88,24%), cu minorități de adventiști (2,52%) și greco-catolici (1,95%), iar pentru 6,64% nu se cunoaște apartenența confesională.

## Politică și administrație
Comuna Bogdan Vodă este administrată de un primar și un consiliu local compus din 11 consilieri. Primarul, Anuța Bizău[*], de la Partidul Național Liberal, este în funcție din 2016. Începând cu alegerile locale din 2024, consiliul local are următoarea componență pe partide politice:
|  | Partid                          | Consilieri | Componența Consiliului | Componența Consiliului | Componența Consiliului | Componența Consiliului | Componența Consiliului | Componența Consiliului |
|  | ------------------------------- | ---------- | ---------------------- | ---------------------- | ---------------------- | ---------------------- | ---------------------- | ---------------------- |
|  | Partidul Național Liberal       | 6          |                        |                        |                        |                        |                        |                        |
|  | Partidul Social Democrat        | 3          |                        |                        |                        |                        |                        |                        |
|  | Alianța pentru Unirea Românilor | 1          |                        |                        |                        |                        |                        |                        |
|  | Partidul Mișcarea Populară      | 1          |                        |                        |                        |                        |                        |                        |

## Vezi și
- Biserica de lemn din Bogdan Vodă
- Valea Izei și Dealul Solovan (sit de importanță comunitară)
- Valea Izei și Dealul Solovan (arie de protecție specială avifaunistică)

## Imagini

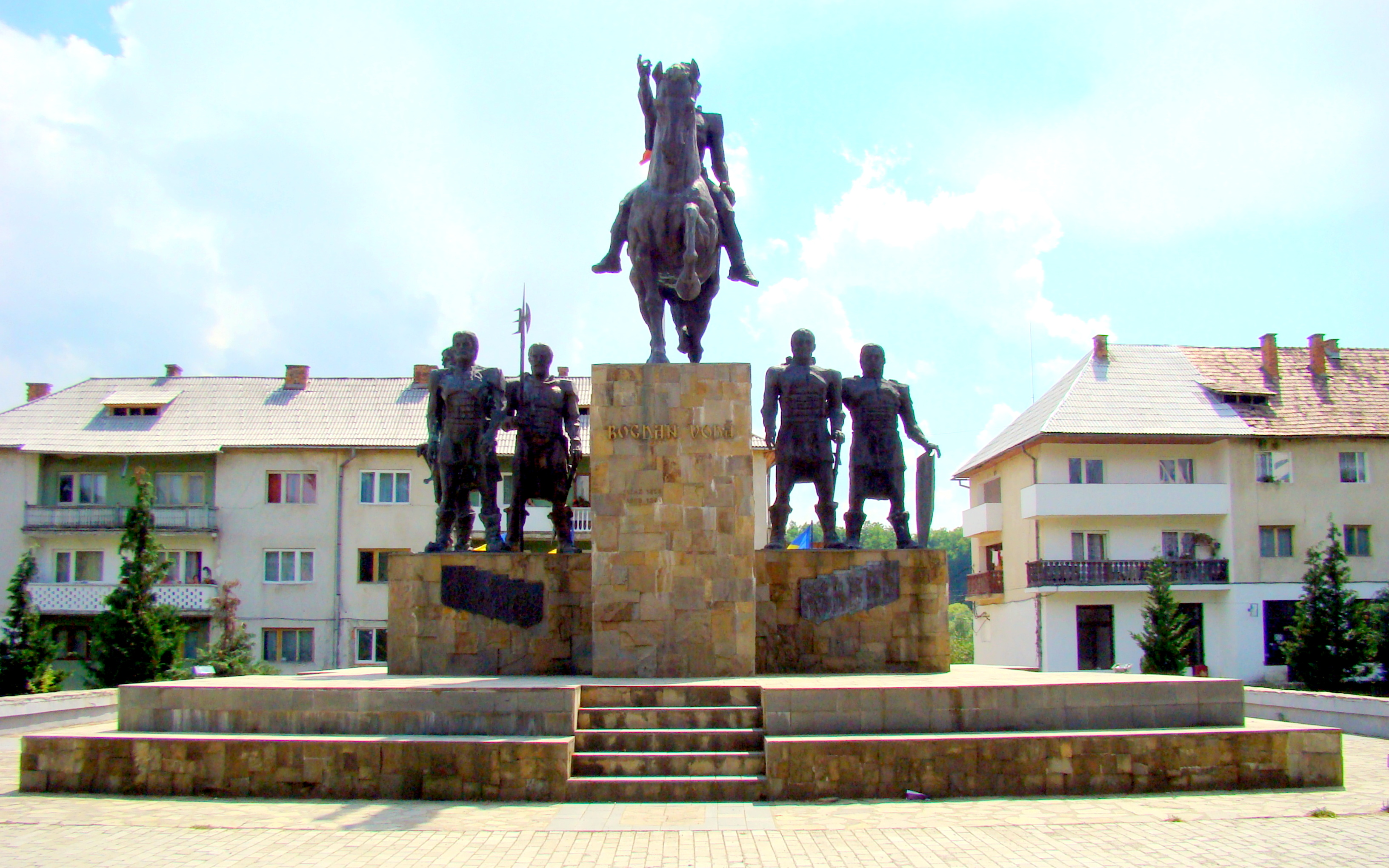
Grupul statuar Bogdan Voievod
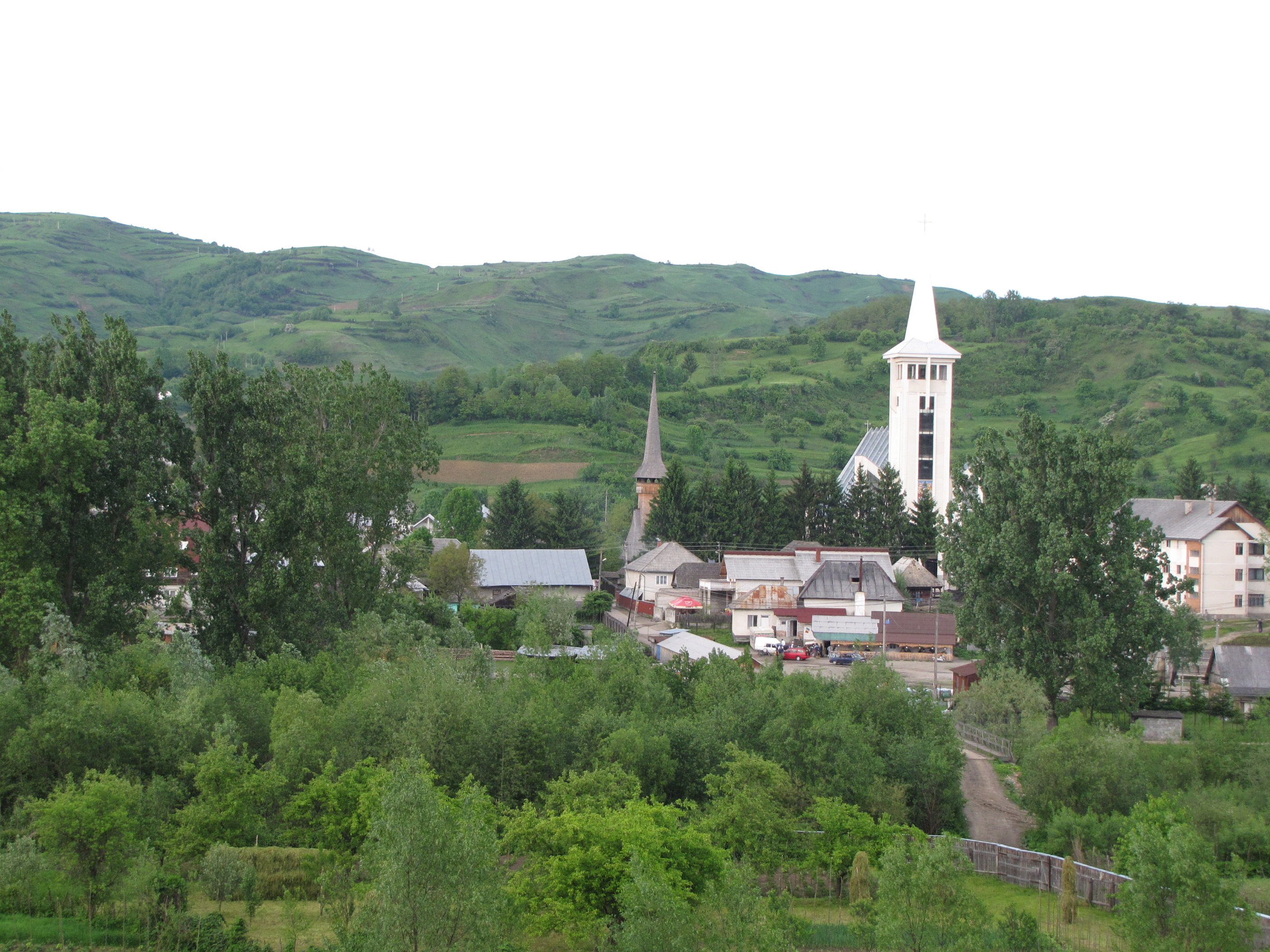
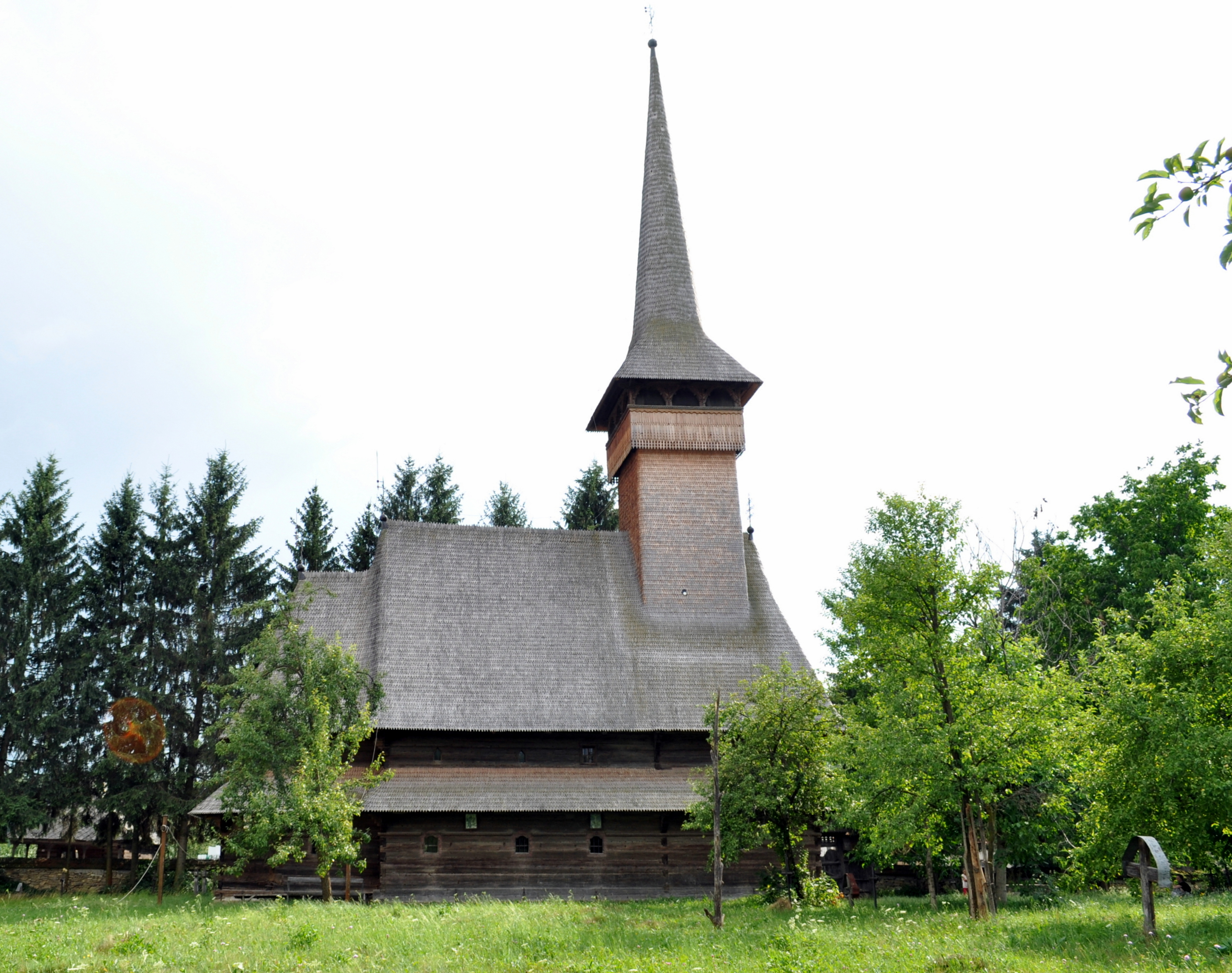
Biserica de lemn din Bogdan Vodă (monument istoric)
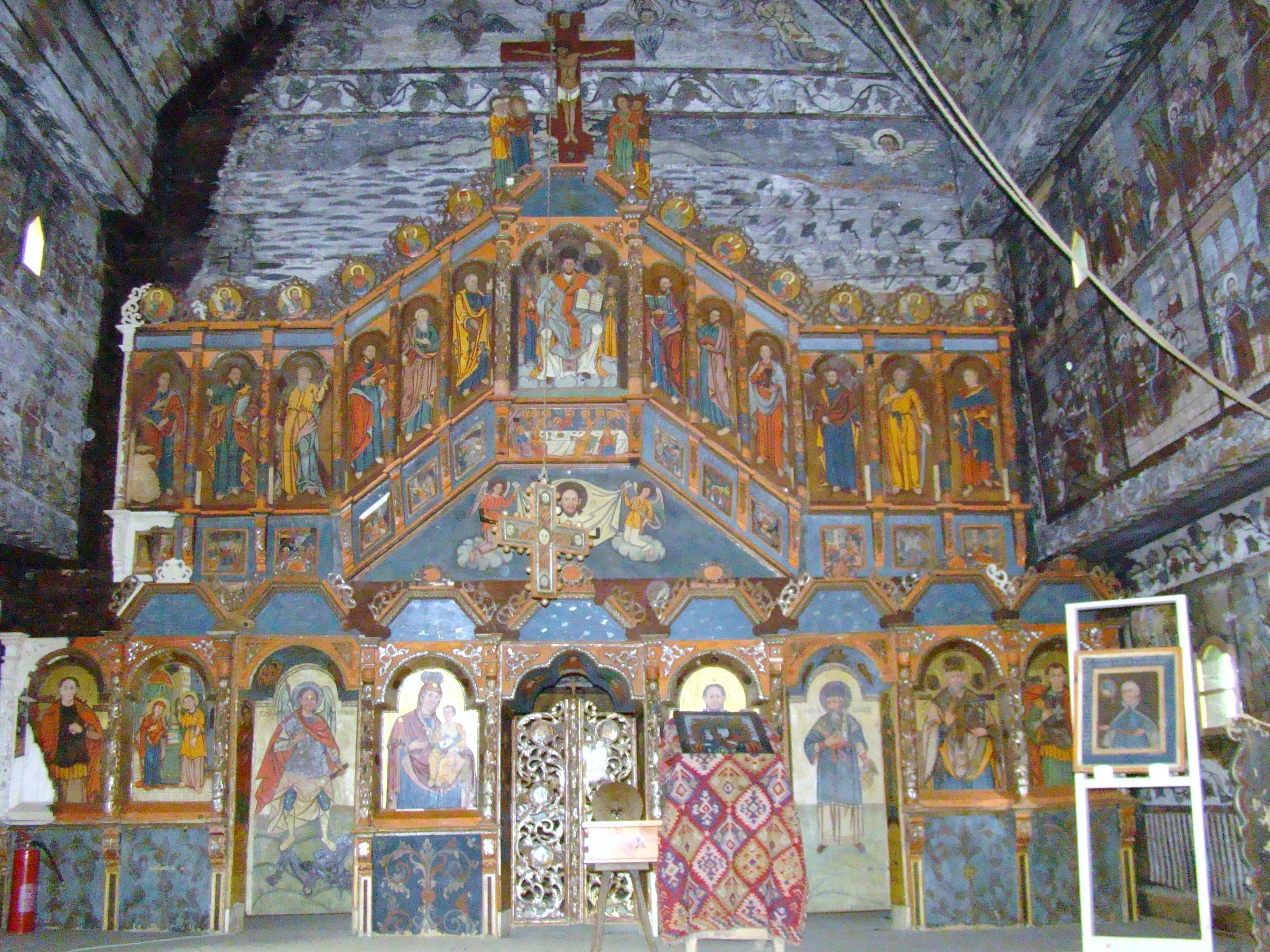
Biserica de lemn din Bogdan Vodă (monument istoric)
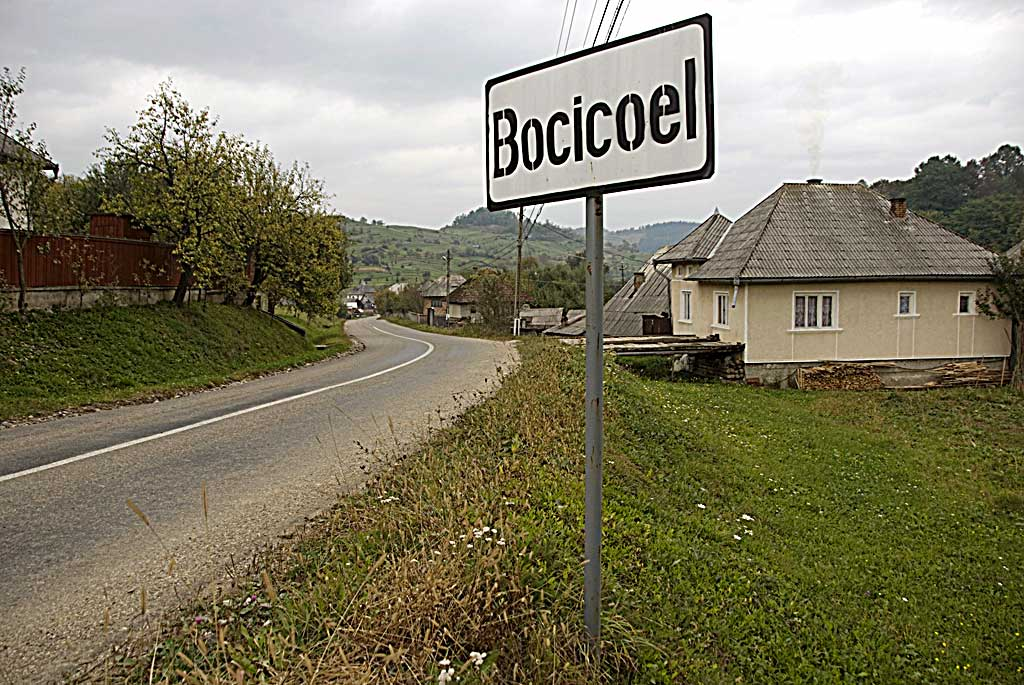
Bocicoel
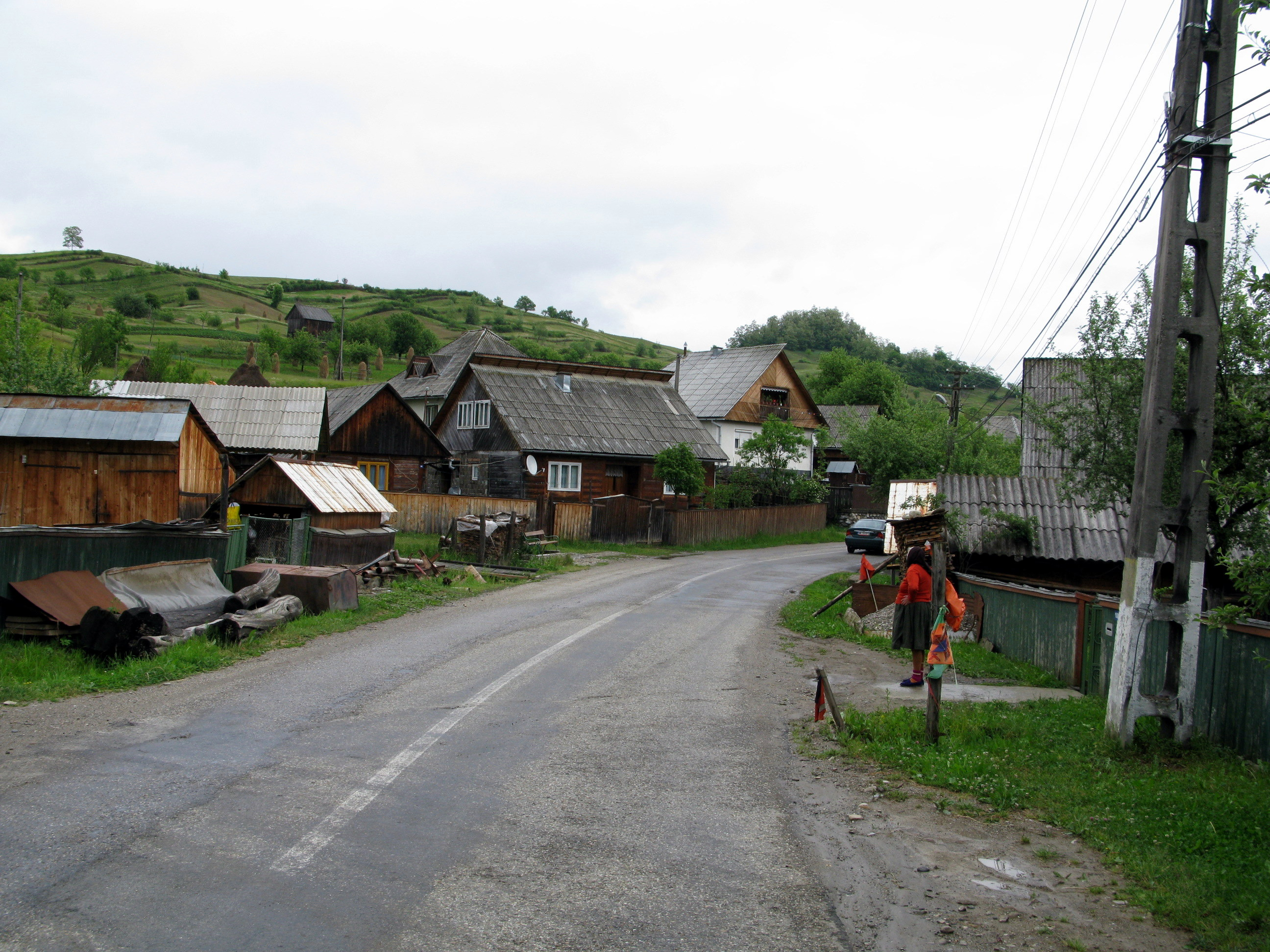
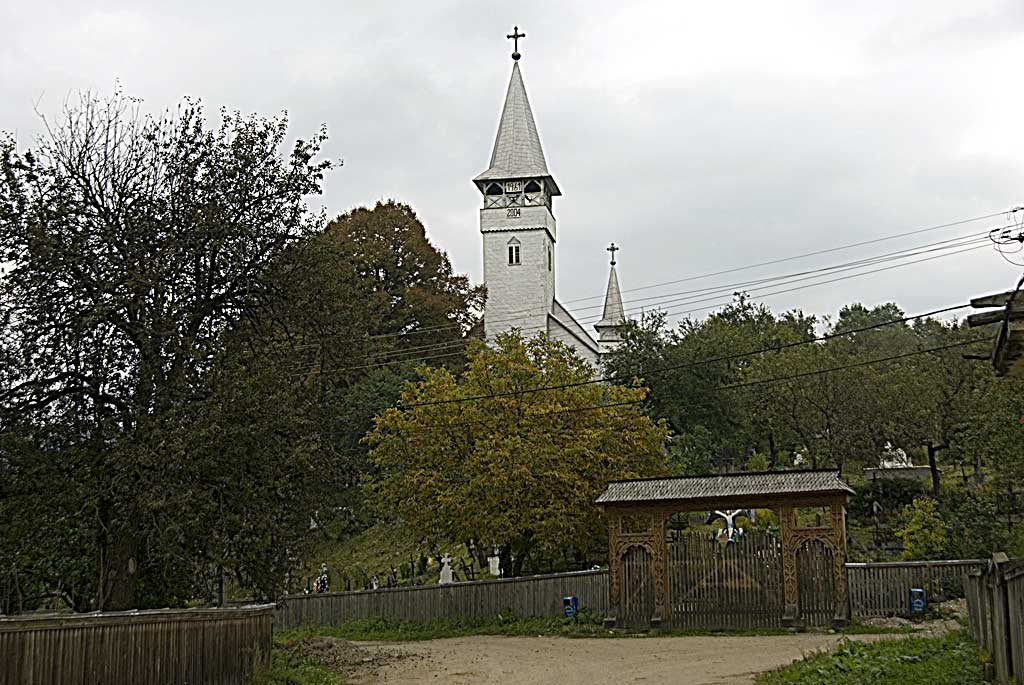
Biserica cu hramurile Intrarea Maicii Domnului în Biserică și Sfinții Apostoli Petru și Pavel
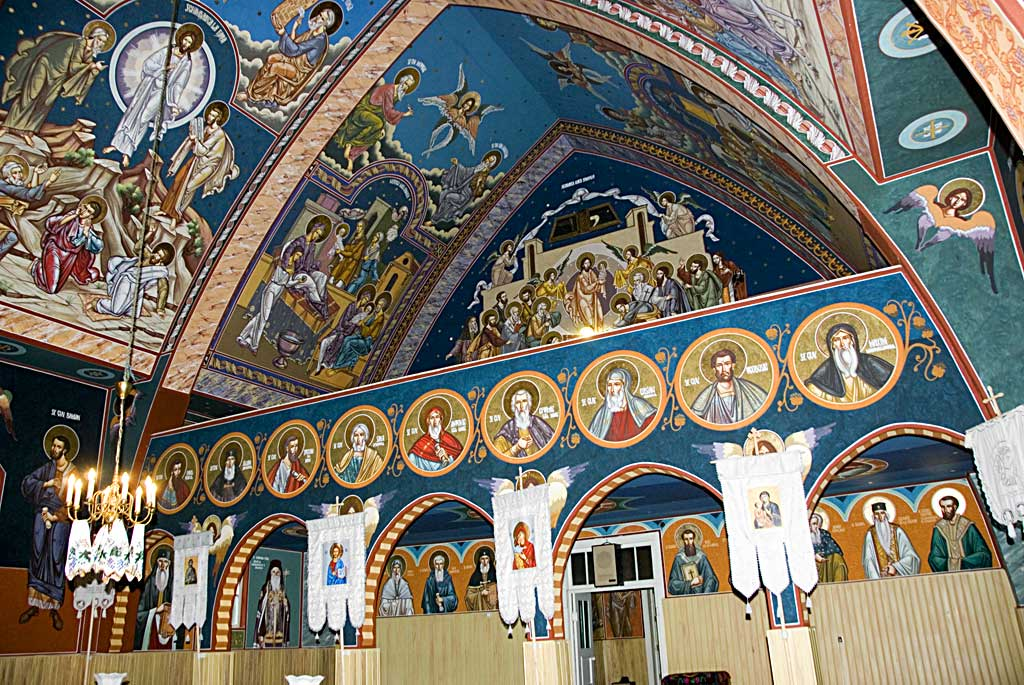